# Волковичи (Минский район)
Волковичи (бел. Во́ўкавічы) — деревня в Минском районе Минской области Республики Беларусь. В составе Щомыслицкого сельсовета.

## География
Деревня расположена в 6 км от Минска, рядом с автомобильной дорогой Р-1, Н-8991.
В нескольких километрах от деревни расположена железнодорожная платформа «Волчковичи».

### Гидрография
Около Волковичского водохранилища на реке Птичь.

## История
В 1709 году упоминается как деревня в составе фольварка Городище в Минском воеводстве Великого Княжества Литовского.
В письменных источниках Волковичи впервые упоминаются в 1557 году как село, принадлежащее представителям шляхты. С 1582 года им владели Волковы и Морковные, а затем Волко-Пчицкие. Центральная усадьба и деревня размещались на левом берегу Птичи.

В 1904 году на высоком береговом холме реки был построен крупный каменный костёл Сердца Иисуса и Пресвятой Девы Марии. Во время Великой Отечественной войны храм серьезно пострадал и был взорван в 1950-е гг.

Исторические снимки
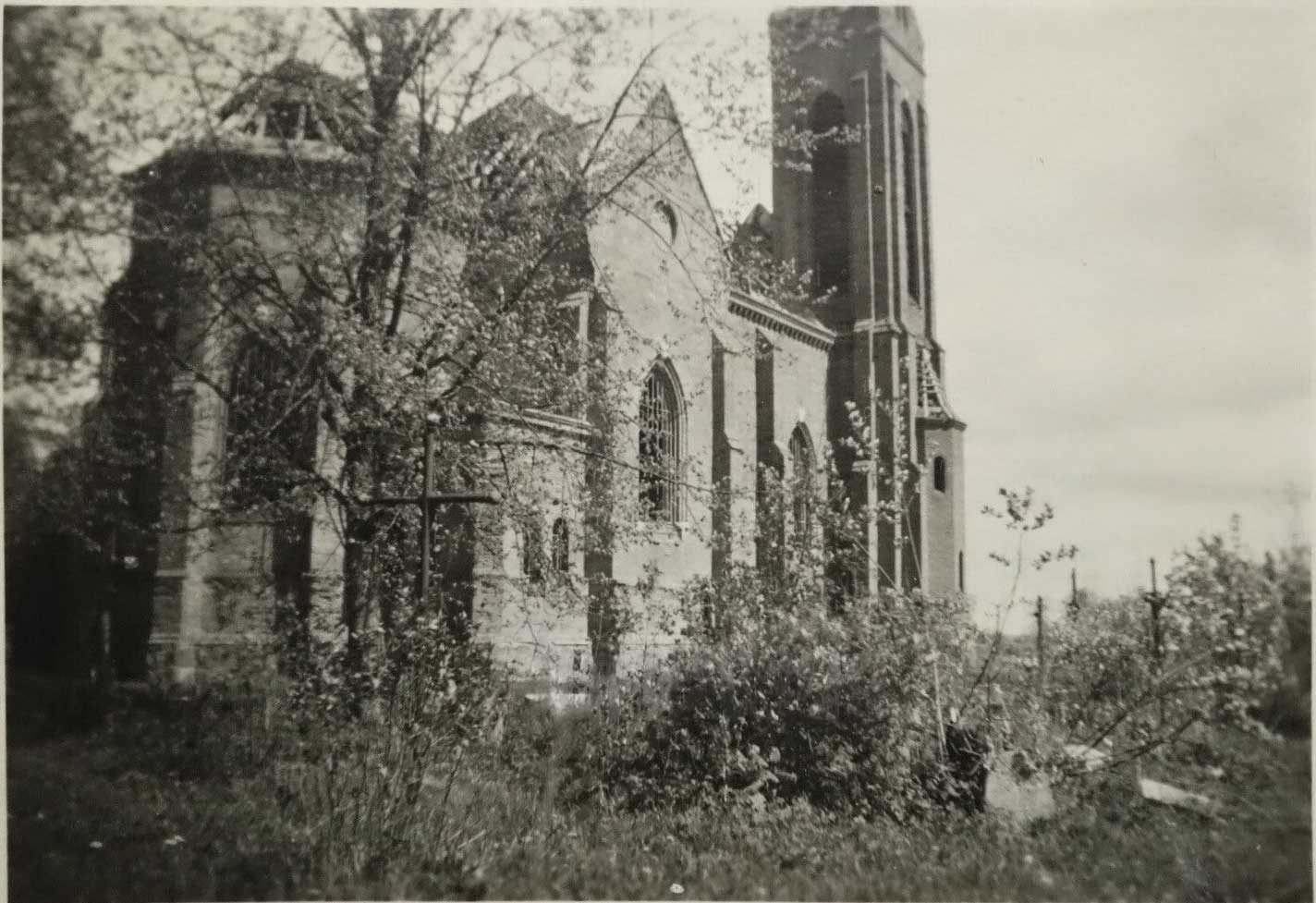
Костёл, 1944 г.
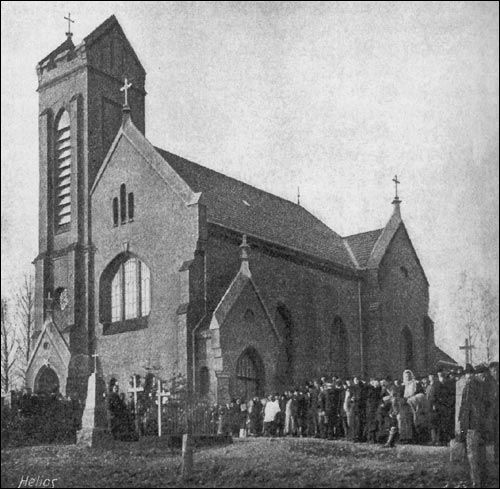
Костёл Сердца Иисуса и Пресвятой Девы Марии
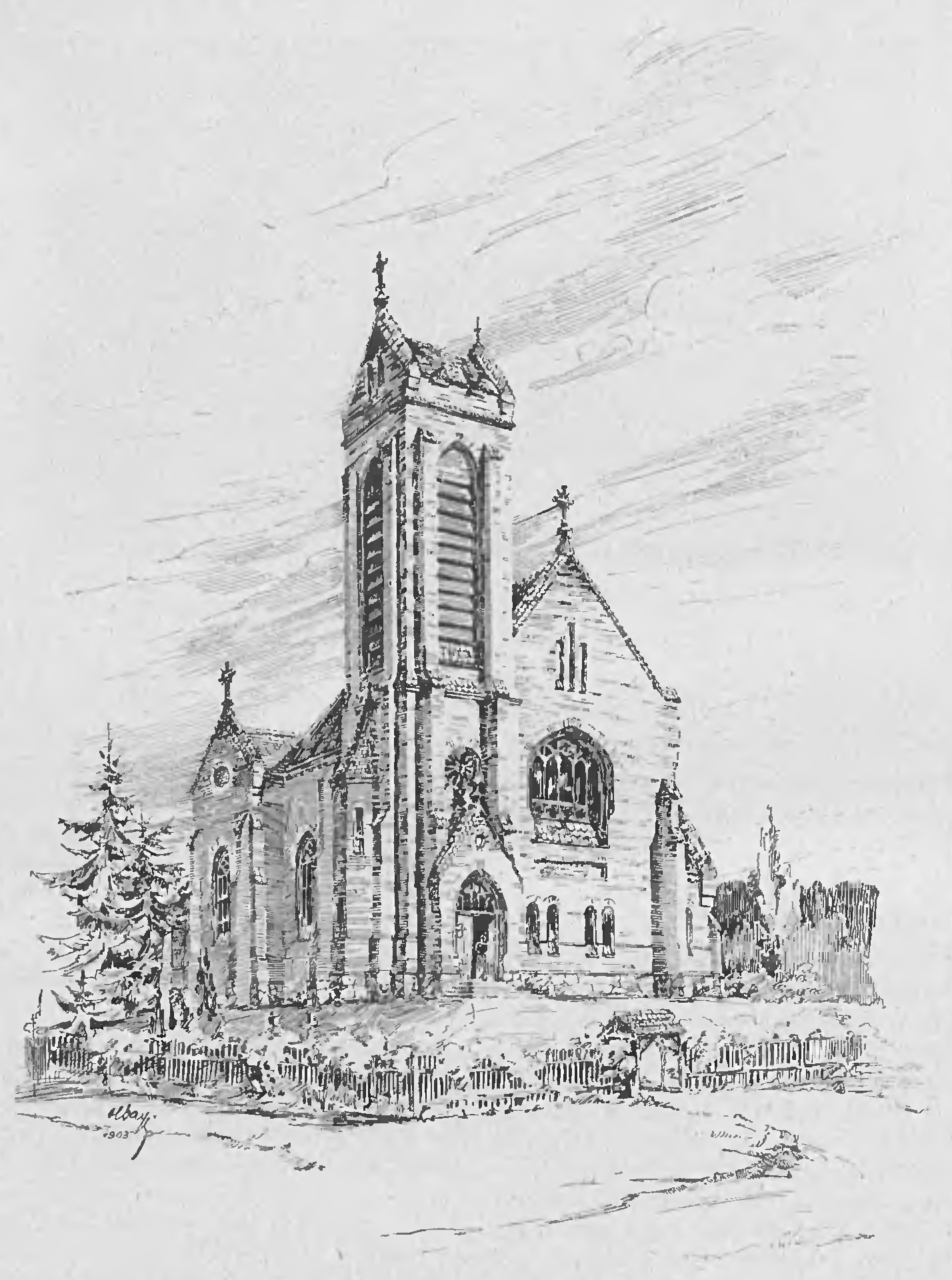
Костёл. Изображение. 1903 г.
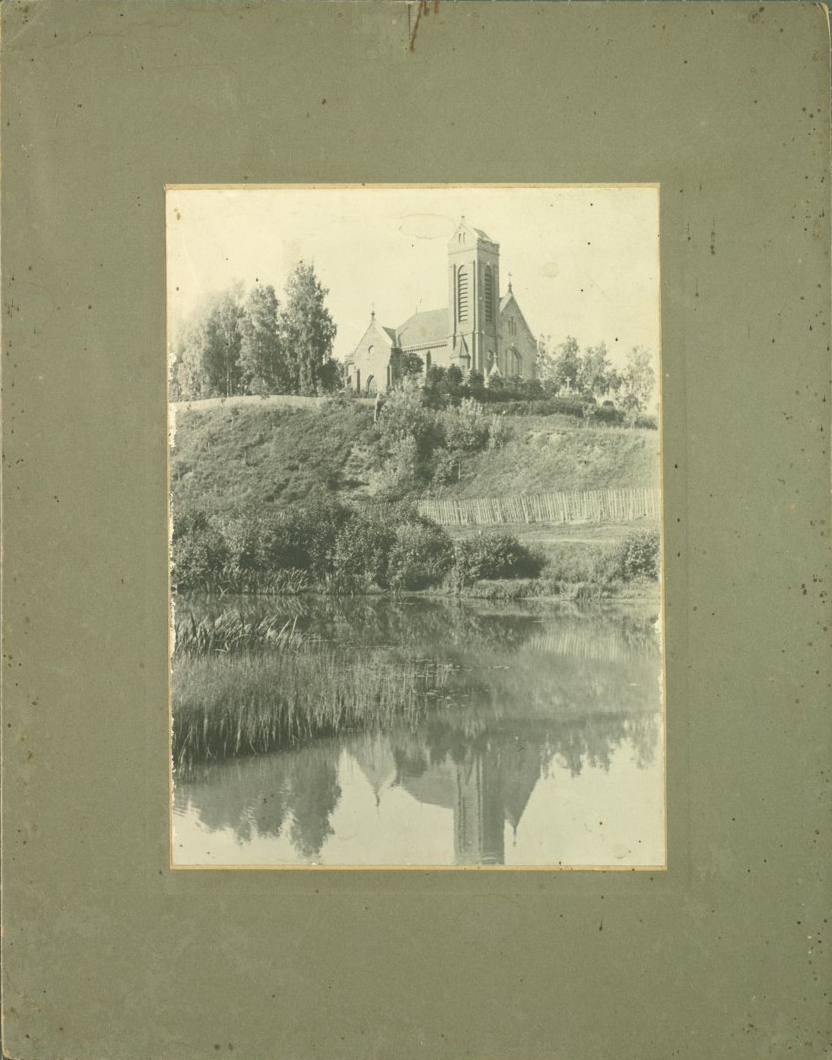
Панорама
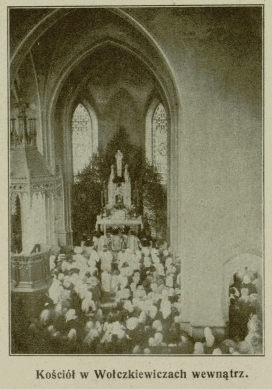
Костёл. Интерьер
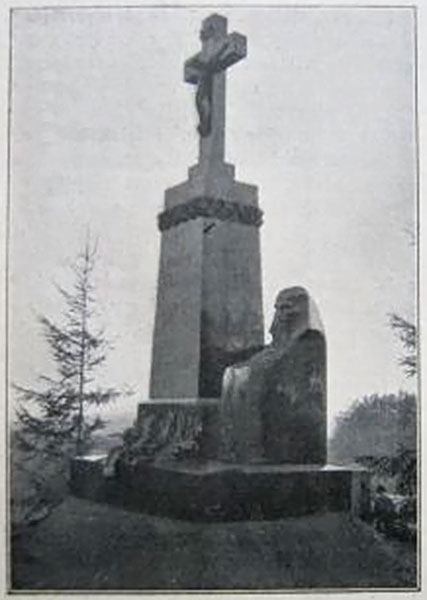
Надгробие графини Юзефы Леопольдины Чапской

## Население

### Численность
- 2009 год — 344 человек

### Динамика
- 1999 год — 311 человек (перепись населения)
- 2009 год — 344 человек (перепись населения)[3]

## Инфраструктура
- Центр водных видов спорта
- Спортивная база по гребле

## Достопримечательность
- Надгробие графини Юзефы Леопольдины Чапской (1904, архитектор Генрих Гай). Архитектор Генрих Гай создал для них могилы набросок величественного памятника из черного шведского гранита. Памятник включал в себя скульптуру, а на самом надгробии имелись бронзовое распятие и кованый венок. Скульптура и бронзовые украшения не сохранились. На черном граните осталась только гравировка «RequemaeternamdonaeisDomine» («Вечный отдых дай нам, Пан»), имя мастера Прушинского из Варшавы.
- Недалеко расположен биологический заказник "Прилукский".

### Утраченное наследие
- Костёл Сердца Иисуса и Пресвятой Девы Марии (1904, архитектор Генрих Гай). 1950-е гг. руины святыни взорваны.

## Галерея

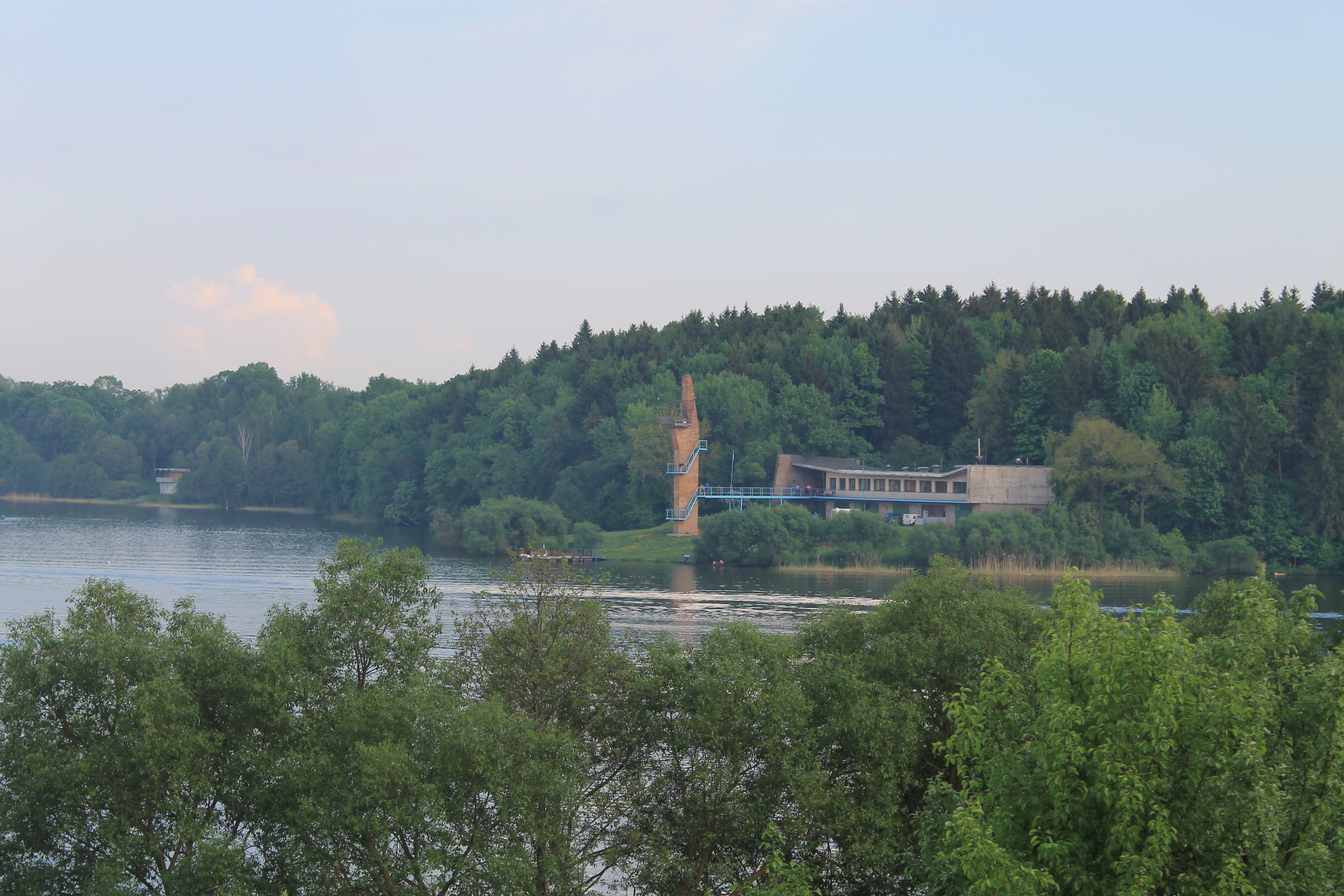
Волковичское водохранилище
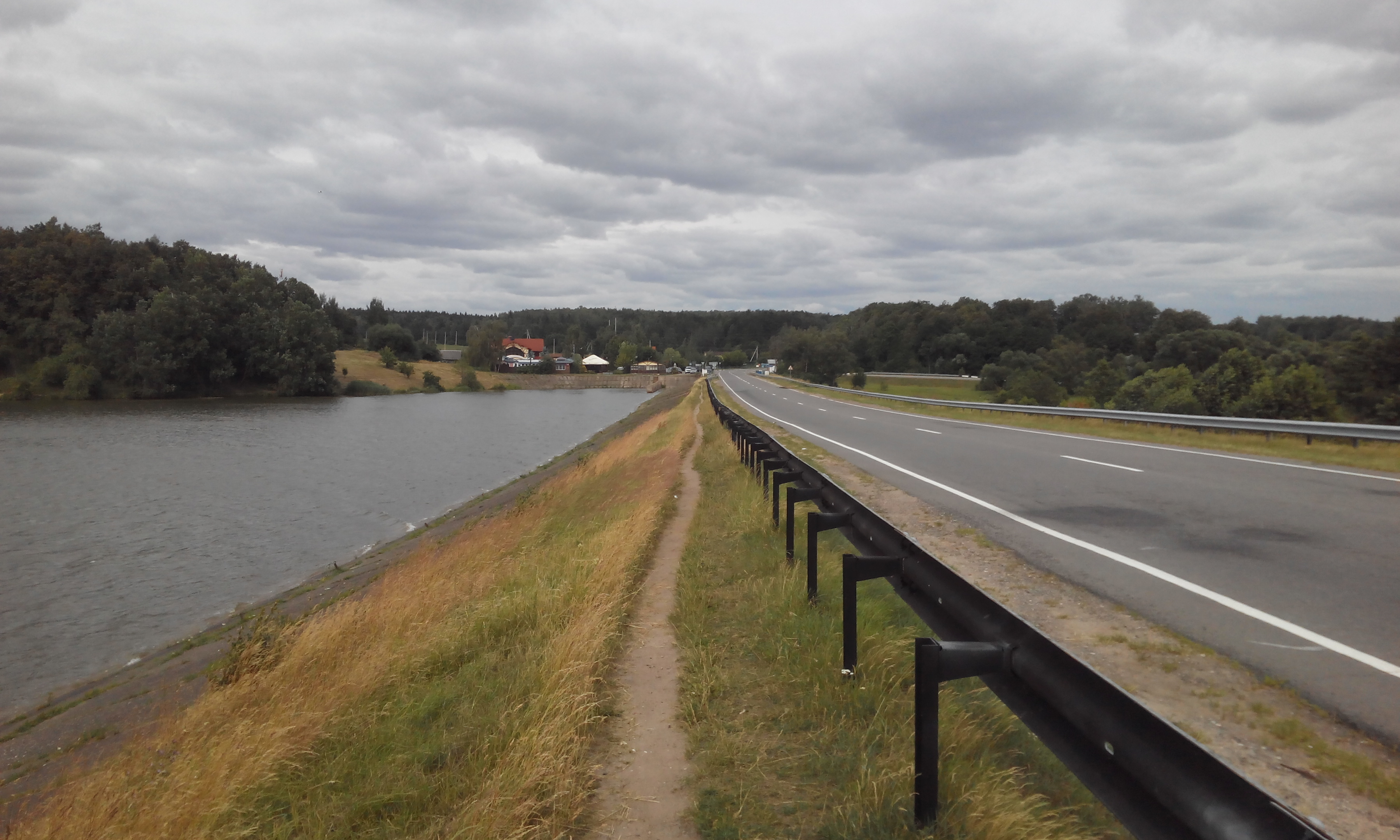
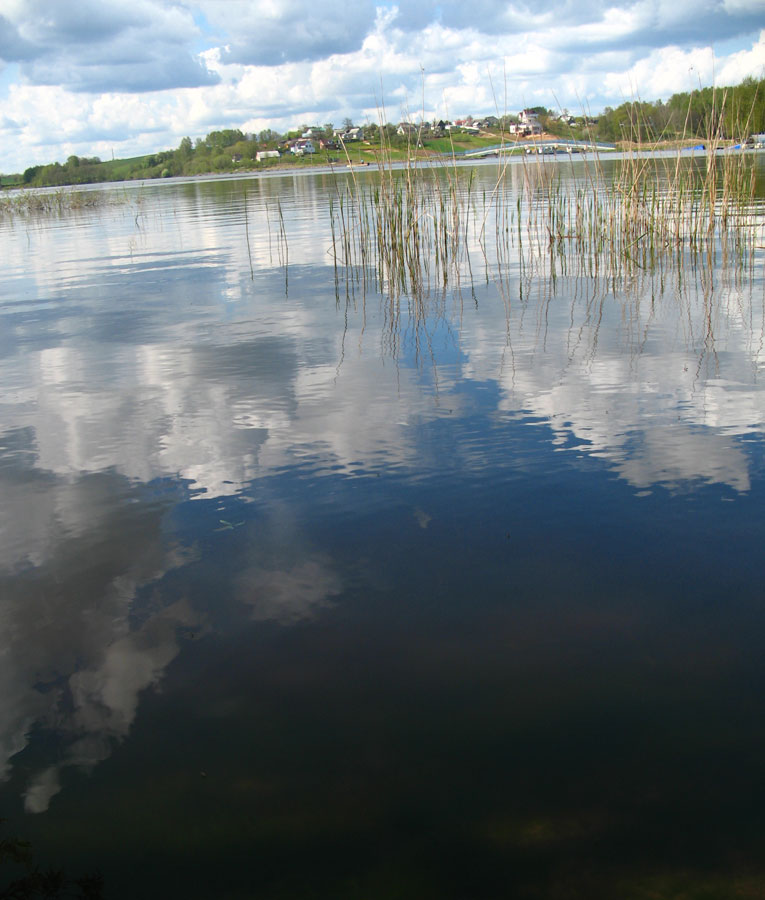
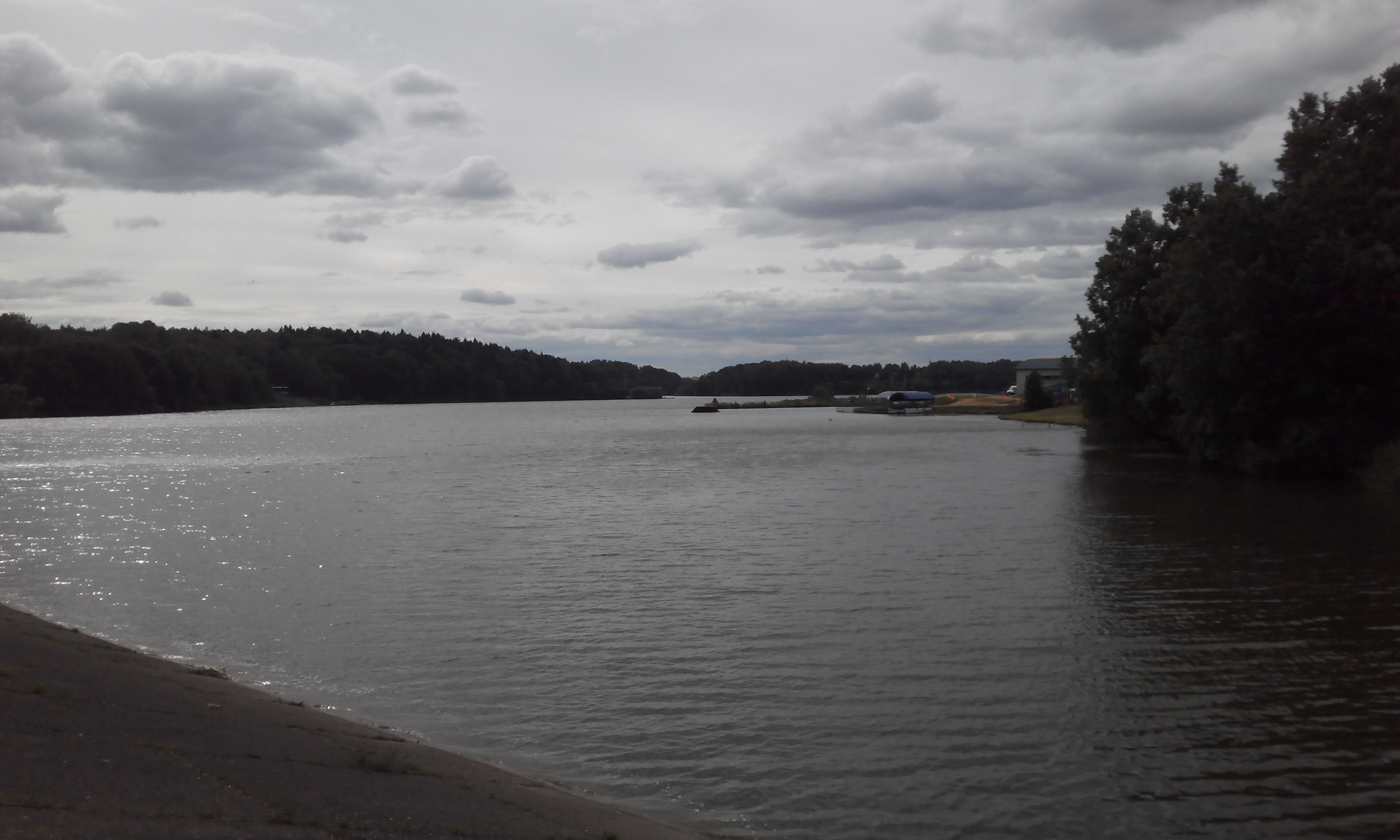
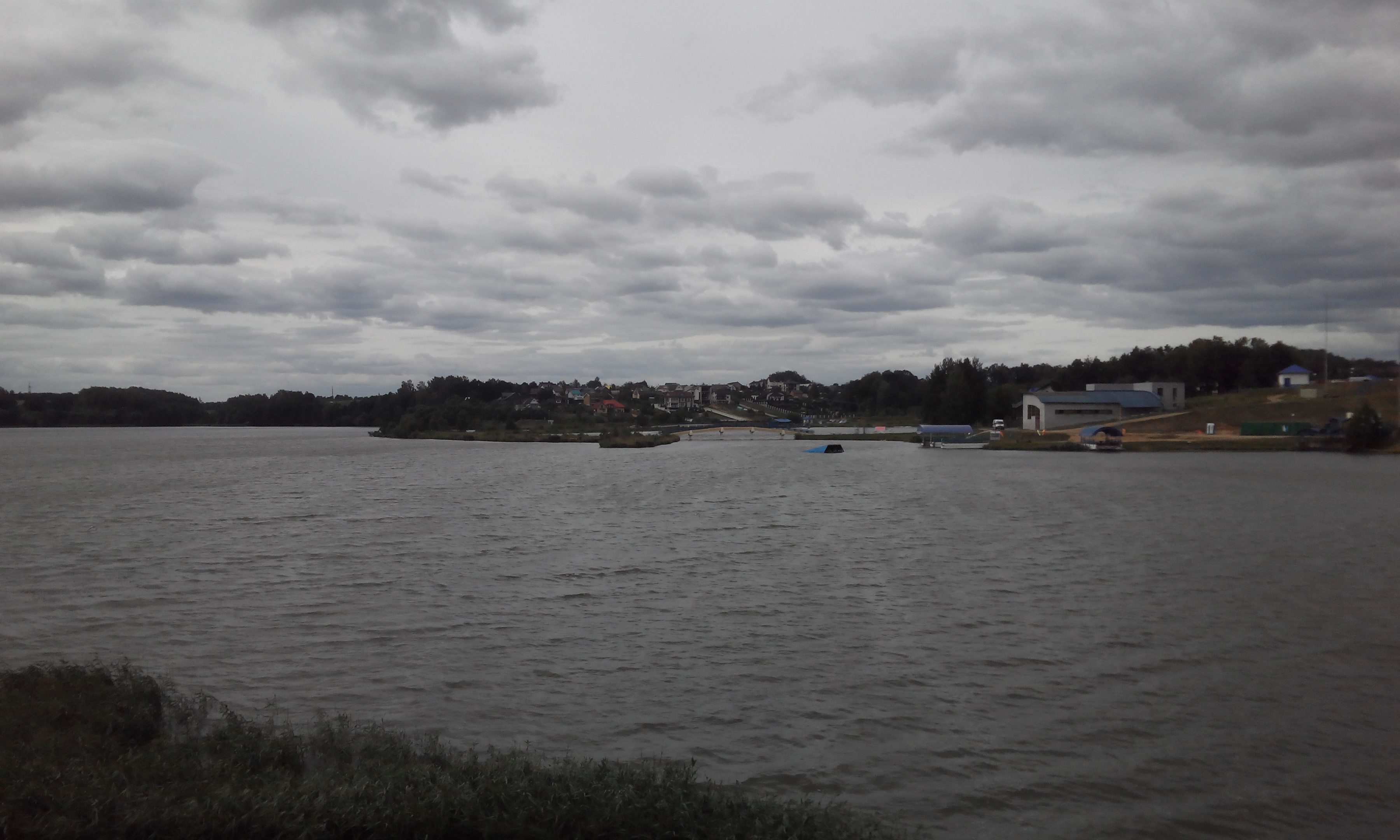
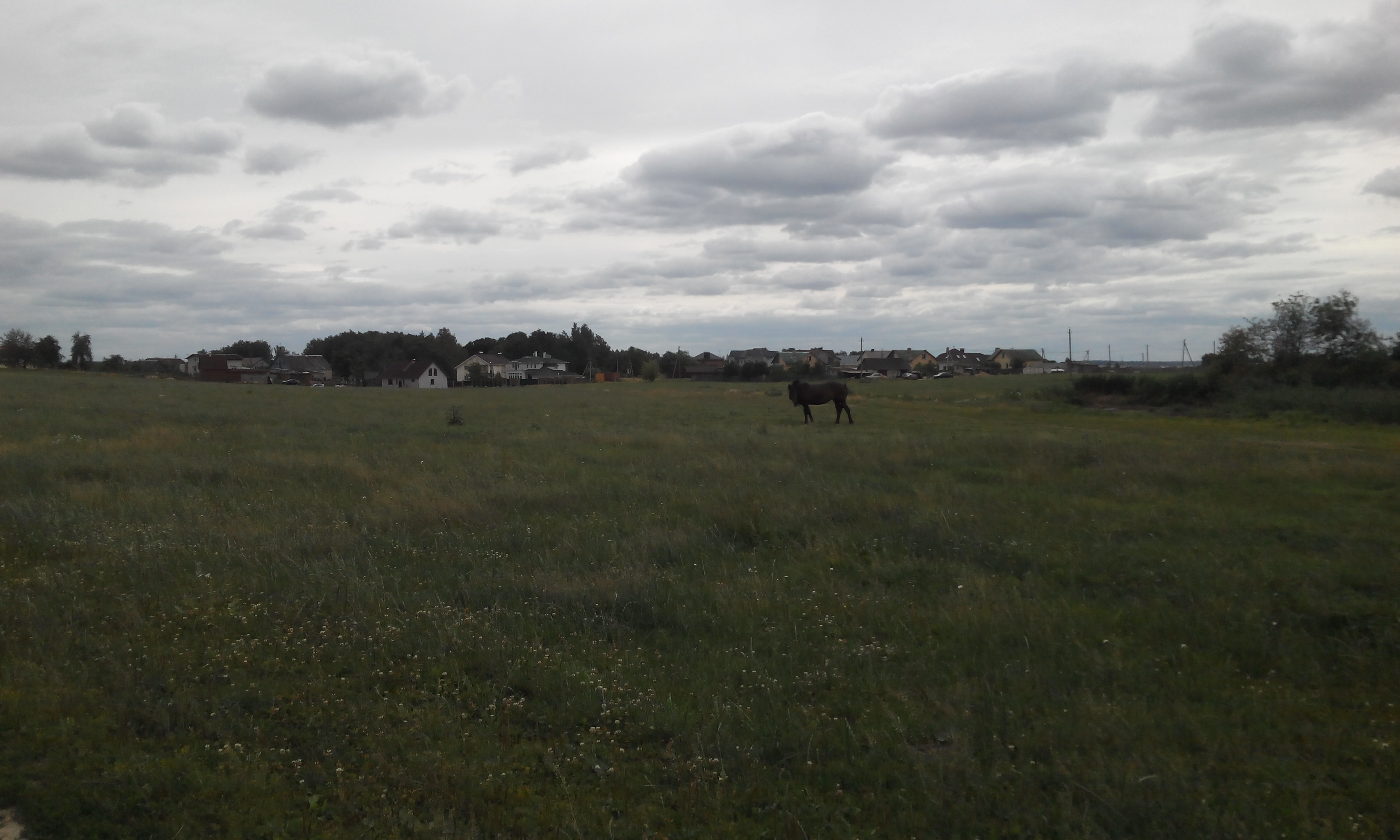

## Известные лица
На местном кладбище похоронена графиня Юзефа Леопольдина Чапская, супруги Ежи Чапского.